# بلير تارانت
بلير تارانت (بالإنجليزية: Blair Tarrant) هو لاعب هوكي الحقل نيوزيلندي، ولد في 11 مايو 1990 في تيمارو ‏ في نيوزيلندا.

## وصلات خارجية
- بلير تارانت على موقع الاتحاد الدولي للهوكي (الإنجليزية)
- بلير تارانت على موقع اللجنة الأولمبية الدولية (الإنجليزية)
- بلير تارانت على موقع أوليمبيديا (الإنجليزية)
- بلير تارانت على موقع اللجنة الأولمبية النيوزيلندية (الإنجليزية)
- بلير تارانت على موقع اتحاد ألعاب الكومنولث (مؤرشف) (الإنجليزية)